# Bibiana Steinhaus
Bibiana Steinhaus (født 24. marts 1979 i Bad Lauterberg, Tyskland) er en tysk politikommissær og fodbolddommer. I 2007 blev hun udnævnt til at dømme i 2. Bundesliga i årets  sæson. Hun blev dermed den første kvindelige professionelle fodbolddommer i verden. Hun har været dommer i lavere divisioner siden 1999. I 2003 dømte hun den tyske kvindefinale i fodbold.